# Distretto di Vsetín
Il distretto di Vsetín (in ceco okres Vsetín) è un distretto della Repubblica Ceca nella regione di Zlín. Il capoluogo di distretto è la città di Vsetín.

## Geografia antropica
Il distretto conta 59 comuni:

### Città
- Karolinka
- Kelč
- Rožnov pod Radhoštěm
- Valašské Meziříčí
- Vsetín
- Zubří

### Comuni mercato
- Nový Hrozenkov

### Comuni
- Branky
- Bystřička
- Dolní Bečva
- Francova Lhota
- Halenkov
- Horní Bečva
- Horní Lideč
- Hošťálková
- Hovězí
- Huslenky
- Hutisko-Solanec
- Choryně
- Jablůnka
- Janová
- Jarcová
- Kateřinice
- Kladeruby
- Krhová
- Kunovice
- Lačnov
- Leskovec
- Lešná
- Lhota u Vsetína
- Lidečko
- Liptál
- Loučka
- Lužná
- Malá Bystřice
- Mikulůvka
- Oznice
- Podolí
- Police
- Poličná
- Pozděchov
- Prlov
- Prostřední Bečva
- Pržno
- Ratiboř
- Růžďka
- Seninka
- Střelná
- Střítež nad Bečvou
- Študlov
- Ústí
- Valašská Bystřice
- Valašská Polanka
- Valašská Senice
- Valašské Příkazy
- Velká Lhota
- Velké Karlovice
- Vidče
- Vigantice
- Zašová
- Zděchov